# 小行星4751
小行星4751（4751 Alicemanning）是一颗绕太阳运转的小行星，为主小行星带小行星。该小行星于1991年1月17日发现。

## 轨道参数
小行星4751的轨道半长轴为3.1817030 UA，离心率为0.161。